# Hexastylis
Hexastylis är ett släkte av piprankeväxter. Hexastylis ingår i familjen piprankeväxter.
Kladogram enligt Catalogue of Life:
| Hexastylis | \| \| Hexastylis arifolia \| \| \| \| \| \| Hexastylis contracta \| \| \| \| \| \| Hexastylis heterophylla \| \| \| \| \| \| Hexastylis lewisii \| \| \| \| \| \| Hexastylis minor \| \| \| \| \| \| Hexastylis naniflora \| \| \| \| \| \| Hexastylis rhombiformis \| \| \| \| \| \| Hexastylis shuttleworthii \| \| \| \| \| \| Hexastylis sorriei \| \| \| \| \| \| Hexastylis speciosa \| \| \| \| \| \| Hexastylis virginica \| \| \| \| |
|            | \| \| Hexastylis arifolia \| \| \| \| \| \| Hexastylis contracta \| \| \| \| \| \| Hexastylis heterophylla \| \| \| \| \| \| Hexastylis lewisii \| \| \| \| \| \| Hexastylis minor \| \| \| \| \| \| Hexastylis naniflora \| \| \| \| \| \| Hexastylis rhombiformis \| \| \| \| \| \| Hexastylis shuttleworthii \| \| \| \| \| \| Hexastylis sorriei \| \| \| \| \| \| Hexastylis speciosa \| \| \| \| \| \| Hexastylis virginica \| \| \| \| |
|            | piprankor |
|            | |
|            | hasselörter |
|            | |
|            | Lactoris |
|            | |
|            | Pararistolochia |
|            | |
|            | Saruma |
|            | |
|            | Thottea |
|            | |
|            | Hexastylis arifolia |
|            | |
|            | Hexastylis contracta |
|            | |
|            | Hexastylis heterophylla |
|            | |
|            | Hexastylis lewisii |
|            | |
|            | Hexastylis minor |
|            | |
|            | Hexastylis naniflora |
|            | |
|            | Hexastylis rhombiformis |
|            | |
|            | Hexastylis shuttleworthii |
|            | |
|            | Hexastylis sorriei |
|            | |
|            | Hexastylis speciosa |
|            | |
|            | Hexastylis virginica |
|            | |

|  | Hexastylis arifolia       |
|  |                           |
|  | Hexastylis contracta      |
|  |                           |
|  | Hexastylis heterophylla   |
|  |                           |
|  | Hexastylis lewisii        |
|  |                           |
|  | Hexastylis minor          |
|  |                           |
|  | Hexastylis naniflora      |
|  |                           |
|  | Hexastylis rhombiformis   |
|  |                           |
|  | Hexastylis shuttleworthii |
|  |                           |
|  | Hexastylis sorriei        |
|  |                           |
|  | Hexastylis speciosa       |
|  |                           |
|  | Hexastylis virginica      |
|  |                           |